# Energia nucleare in Germania
Lo sfruttamento dell'energia nucleare in Germania ha avuto luogo tra il 1962 e il 2023.
Nel 2011 tale fonte generò il 17,8% dell'energia elettrica prodotta in totale nel Paese, con 8 centrali nucleari che disponevano complessivamente di 9 reattori operativi e 4 dismessi.
La Germania ha abbandonato la produzione di energia elettrica da fonte nucleare il 15 aprile 2023.

## Storia
Tutti e 17 i reattori tedeschi sono stati costruiti dalla Siemens-KWU; un ulteriore reattore, quello di Mülheim-Kärlich, ha operato solo per pochi mesi fino al 1988 a causa di dispute per la licenza, e non è stato più riavviato. La responsabilità per la costruzione ed il funzionamento degli impianti nucleari è condiviso pariteticamente dai Land e dal governo centrale, che conferisce qualcosa di simile ad un potere di veto per entrambi.
Nel 2000 la Commissione europea ha approvato la fusione delle compagnie elettriche Veba e Viag, per formare la E.ON, arrivando quindi a possedere o ad avere una quota negli allora 12 dei 19 reattori tedeschi.
Dopo la riunificazione tedesca tutti i reattori di progettazione russa furono smantellati, poiché non aggiornabili agli standard di sicurezza europei.

### Lo sviluppo iniziale

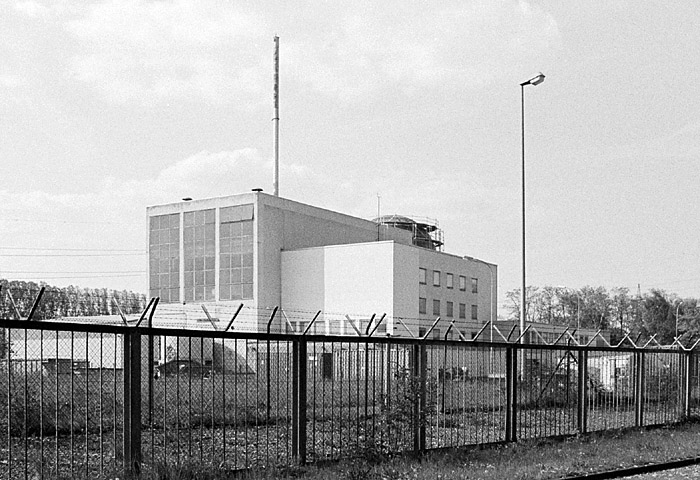
La centrale di Kahl presso Karlstein am Main, il primo impianto commerciale tedesco.

### Gli anni '80

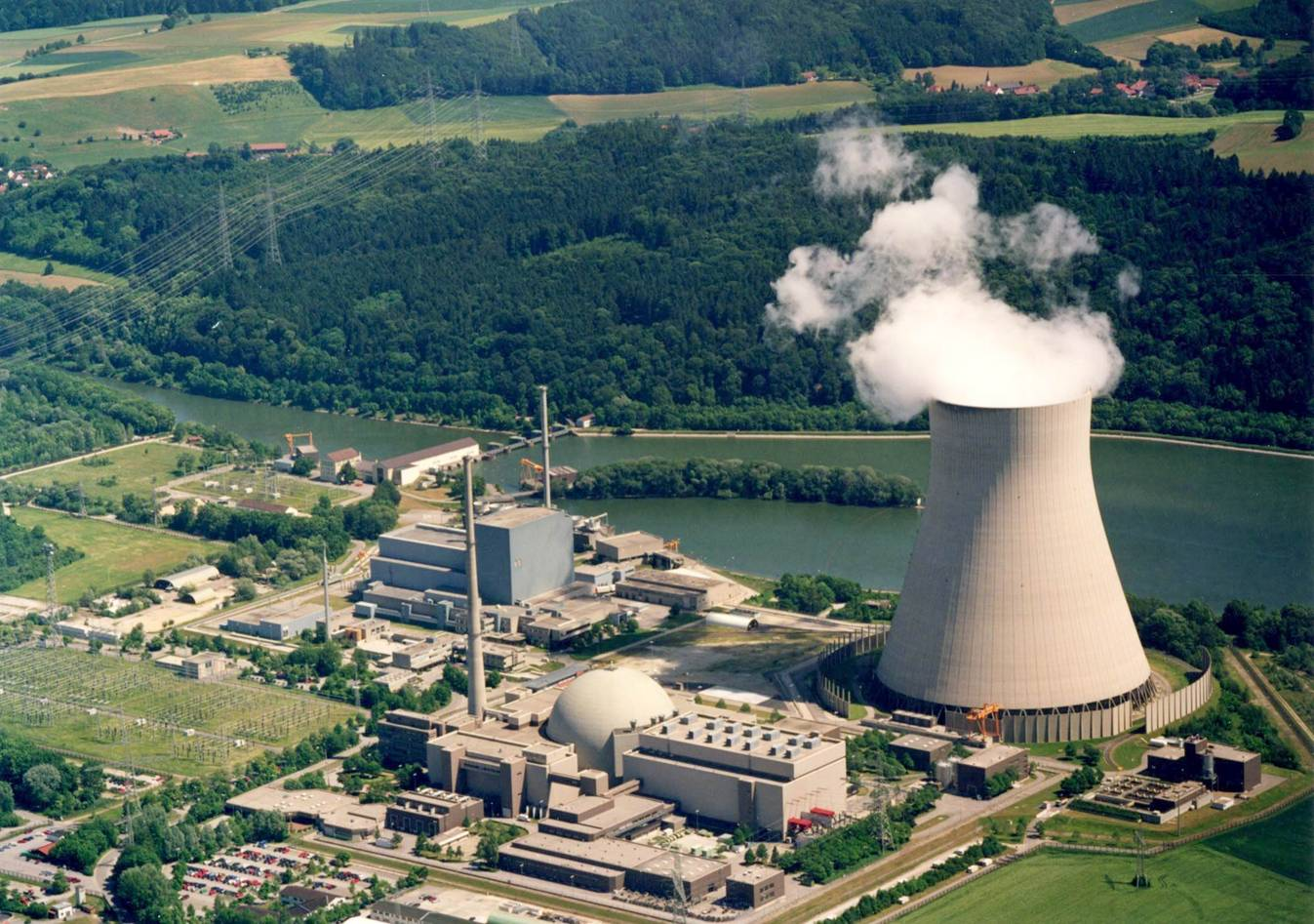
La centrale di Isar 2 (in basso) presso Landshut, il più potente dei reattori KONVOI tedeschi.

Il sostegno all'energia nucleare era molto forte negli anni 1970 a causa della crisi energetica (1973 e 1979), che dava un'alta percezione della vulnerabilità dell'approvvigionamento energetico tedesco, tuttavia questa politica energetica vacillò, in Germania Ovest, a causa della forte opposizione di Alleanza 90/I Verdi e della socialdemocrazia e poi, ancor di più e su tutto il territorio, a seguito del Disastro di Černobyl'.
Al 1983 gli impianti nucleari attivi nella Germania Ovest erano 14, la loro potenza installata raggiungeva i 9.000 MW, il programma nucleare allora prevedeva la costruzione di altre 9 centrali.
L'ultimo impianto iniziò a produrre nel 1989, questo fu dovuto soprattutto al cambiamento di indirizzo dell'SPD, che mentre nel 1979 propendeva per questa fonte energetica, nel 1986 affermava che si doveva abbandonare entro 10 anni.
Nel 1969 la Siemens e la AEG fondono le loro attività nucleari formando la KWU, che inizia a sviluppare reattori di tipo PWR, culminati alla fine nello standard KONVOI, realizzato in tre esemplari completati (i 6 precedenti reattori erano però molto similari).

### Ilphase-oute gli anni 2000
L'effetto più immediato di questo indirizzo fu l'abbandono di tutto il settore di ricerca dei reattori HTR e FBR, localizzato principalmente nella Renania Settentrionale-Vestfalia, governata dall'SPD; il governo federale della CDU, mantenne però il supporto alla ricerca fino alla sconfitta elettorale del 1998. Nel 1998 un governo di coalizione formato da SPD e Verdi, ha deciso una graduale eliminazione del nucleare dal mix energetico tedesco. La contrattazione verteva soprattutto sulle licenze di funzionamento degli impianti, questi avevano infatti licenze di utilizzo illimitate con forti garanzie giuridiche, in caso di mancato accordo i Verdi minacciavano una riduzione unilaterale delle licenze senza compensazioni economiche.

#### L'accordo di funzionamento al 2022
Nel giugno 2000 fu poi annunciato il compromesso per il funzionamento: gli impianti avevano un limite di funzionamento in base all'energia erogata, pari a 2.623 TWh per tutti i reattori, pari quindi ad una vita media di 32 anni (contro i 35 richiesti dalle società elettriche). Due elementi chiave sono stati l'impegno da parte del governo di rispettare i diritti delle varie compagnie elettriche di far funzionare i rispettivi impianti, e la garanzia che il decommissioning e lo smaltimento dei rifiuti sarebbe stato esente da influenze politiche. Altri elementi dell'accordo erano l'impegno da parte del governo di non introdurre unilateralmente misure economiche e fiscali, un riconoscimento da parte del governo degli elevati standard di sicurezza degli impianti e la garanzia di non eroderli, la ripresa dei trasporti di combustibile esausto per riprocessamento in Francia e Regno Unito per 5 anni o fino allo scadere dei contratti già acquisiti, ed il mantenere i due progetti di depositi geologici (Gorleben e Konrad).
Nel giugno 2001 i capi del governo di coalizione rosso-verde e le principali 4 compagnie energetiche hanno siglato l'accordo finale. I due reattori di Stade ed Obringhen sono stati chiusi rispettivamente nel 2003 e nel 2005, mentre l'impianto non operativo di Mülheim-Kärlich è stato messo in decommissioning dal 2003. È stata poi inoltre vietata per il momento la costruzione di nuovi impianti e ha introdotto il principio di stoccaggio nei siti del combustibile esaurito. L'accordo è stato un pragmatico compromesso che limitava l'ingerenza politica, ma dando un periodo di tempo abbastanza lungo per la formulazione di una nuova politica di indipendenza energetica, visto che la "fornitura di energia affidabile ed economica deve rimanere una componente importante della politica economica tedesca". Alcune speculazioni sul futuro della fonte energetica sono state per una futura modificazione della legislazione vigente, i leader di opposizione nel parlamento hanno detto che avrebbero ribaltato questa decisione appena potuto. Un elemento importante nelle discussioni era una legge fatta nel 1999-2000 su una tassa da 50 miliardi DM a carico dei consumatori di energia elettrica per il trattamento dei rifiuti, il decommissioning ed il nuovo utilizzo di vecchie miniere di lignite; nel 1999 gli industriali hanno fatto notare che sarebbe stato "in palese violazione dei diritti costituzionali ed i principi giuridici", con l'esaurimento della tassa, verranno lasciati circa 25 miliardi DM a carico delle future generazioni. In ogni caso, a fronte di un duro attacco a queste decisioni, la tassa fu approvata l'ultimo giorno in cui la coalizione ebbe la maggioranza.
Ad alimentare la disputa all'interno della grande coalizione, ci fu una relazione del 2007 della Deutsche Bank che avvertiva: del mancato raggiungimento da parte della Germania degli obiettivi di emissione di CO2 di un ampio margine, di un aumento dei prezzi dell'energia, di maggiori rischi di black out e l'aumento della dipendenza del paese dalle importazioni di gas naturale russo a causa della politica energetica vigente. A causa della normativa vigente, 4 grandi reattori per quasi 4GW di potenza potevano essere chiusi già entro la fine del 2009, in virtù di ciò il ministero dell'economia e le società elettriche chiesero una urgente revisione della politica energetica; era stato infatti calcolato che a causa della chiusura entro il 2022 del parco nucleare, sarebbe occorsa nuova potenza per un totale di circa 42 GW complessivi da costruire entro quella data. Le varie compagnie elettriche hanno quindi cercato di prolungare la vita operativa dei reattori, da un iniziale funzionamento di 40 anni (dai 32 di media), a cercare di portare singolarmente ogni reattore a 60 anni, come negli Stati Uniti.
Nel frattempo la Germania spende circa 2.5 miliardi € per sovvenzionare le sue miniere di carbone e produrre il 55% del suo fabbisogno elettrico a fronte del 27% nucleare senza sussidio. La lignite produce circa 1.25t/MWh di CO2. Gli accordi derivanti dal Protocollo di Kyoto, il paese si è impegnato a ridurre del 21% le emissioni entro il 2010. La IEA ha avvertito che la decisione della Germania di eliminare progressivamente il nucleare avrebbe "senza dubbio" limitato il suo pieno potenziale per ridurre le emissioni, esortando poi il governo tedesco a riprendere in considerazione la sua decisione alla luce delle "conseguenze negative".
Se la Germania dovesse procedere con il suo phase-out e mantenere la sua politica di riduzione delle emissioni, intorno al 2020 avrebbe bisogno di importare circa 25.000 MW di carico di base dai paesi confinanti. Sono già esistenti significative interconnessioni con la Francia, i Paesi Bassi, il Belgio, la Danimarca, la Polonia, la Repubblica Ceca e la Svizzera, un collegamento diretto con l'Oblast' di Kaliningrad a causa del nuovo impianto nucleare è molto probabile. A causa dell'aumento di capacità nucleare nei paesi vicini (soprattutto in Francia), potrebbe supplire facilmente nel 2020 a questa capacità. Questo renderebbe il paese più o meno nelle stesse condizioni dell'Italia, cioè un paese fortemente dipendente dalle importazioni estere (per lo più nucleari).
Una legge sulle fonti d'energia rinnovabili ha istituito un'imposta a favore dell'energia rinnovabile. Sostenendo che la tutela del clima è un tema centrale della sua politica, il governo tedesco ha annunciato l'obiettivo di ridurre le emissioni di anidride carbonica del 25% rispetto ai livelli del 1990 entro il 2005. Nel 1998 in Germania l'uso di energie rinnovabili ha raggiunto la quota di 284 PJ del fabbisogno energetico primario, che equivale al 5% della domanda elettrica totale. Il governo tedesco vuole raggiungere il 10% entro il 2010.
Gli attivisti antinucleari criticano l'accordo: pensano che esso sia una garanzia sul funzionamento piuttosto che un'uscita dall'energia nucleare. Inoltre hanno contestato la scadenza del piano ritenendola troppo estesa ed hanno criticato il fatto che il divieto di costruzione di nuove centrali nucleari di uso commerciale usate non si sia applicato agli impianti per scopi scientifici: alcuni di questi sono stati messi in funzione (per esempio München II). Inoltre non è stato applicato un divieto agli impianti per l'arricchimento dell'uranio e alla stazione di arricchimento di Gronau in seguito è stato esteso il permesso di funzionamento. Successivamente, il riprocessamento del combustibile nucleare non è stato vietato con effetto immediato, ma permesso fino a metà 2005.
Gli attivisti antinucleari hanno contestato il governo tedesco, che ha sostenuto l'energia nucleare fornendo le garanzie finanziarie per i produttori di energia. Inoltre è stato precisato che non esistono, finora, programmi per il deposito finale delle scorie radioattive. Rendendo più restrittive le norme di sicurezza e incrementando la tassazione, si potrebbe forzare un più rapido abbandono dell'energia nucleare. La chiusura graduale delle centrali nucleari è stata accompagnata da concessioni in materia di sicurezza per la popolazione dei trasporti di scorie nucleari attraverso la Germania. Quest'ultimo punto non è stato applicato dal ministro dell'ambiente, della conservazione della natura e della sicurezza nucleare.

#### L'estensione della vita operativa al 2035

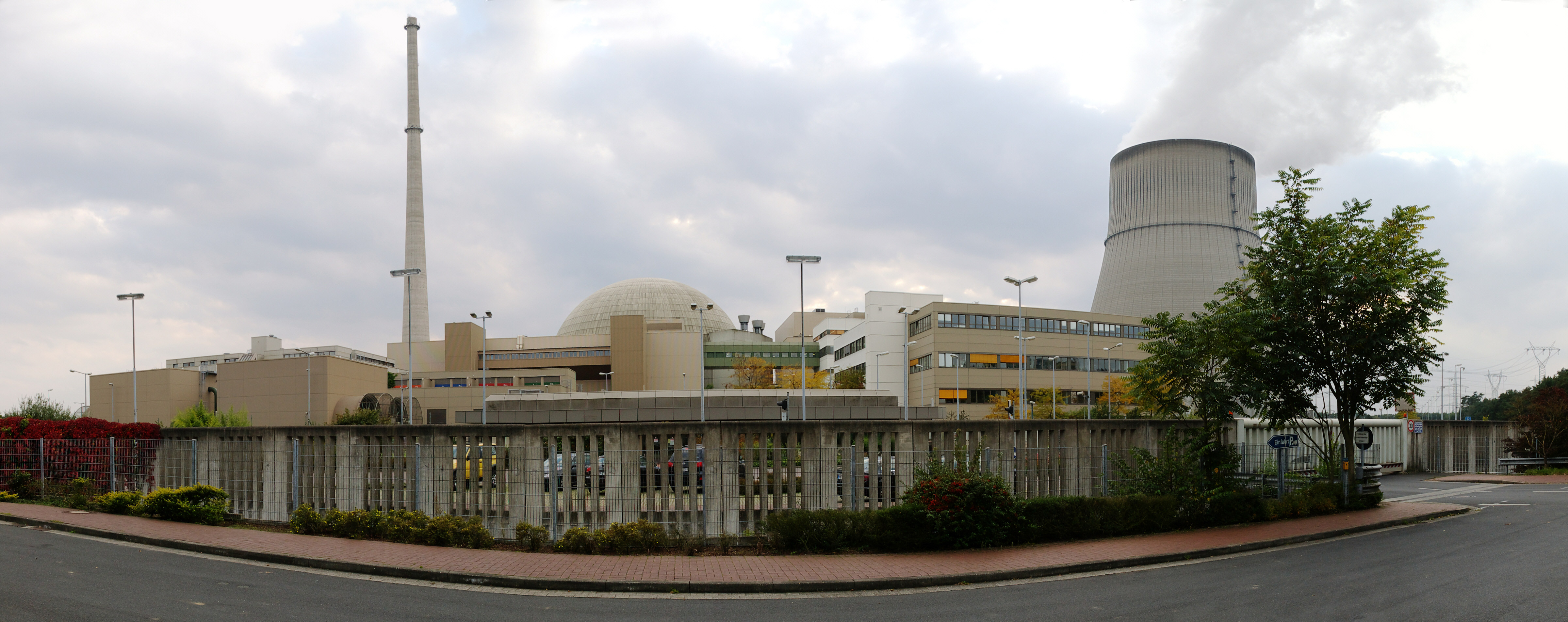
La Centrale nucleare di Emsland, l'ultimo impianto tedesco a dover chiudere, nel 2035, secondo l'accordo del 2010.

La nuova coalizione di governo eletta nel 2009, formata da CDU e FDP, si è impegnata a rescindere il phase-out, a causa dei termini finanziari di negoziazione questo ha richiesto circa 1 anno di trattative. Se i reattori avessero avuto una proroga di funzionamento da 32 a 60 anni, le società elettriche avrebbero raccolto un utile lordo pari a circa 100 miliardi €, il governo tedesco si è quindi premurato di incamerare circa metà di questi utili, che equivalgono a molto di più delle entrate fiscali extra.
Nel settembre 2010 è stato raggiunto il nuovo accordo, questo prevedeva una licenza aggiuntiva di funzionamento di 8 anni (rispetto a quanto precedentemente concordato) per i reattori costruiti entro il 1980, e 14 anni per i reattori post-1980. Come controparte dell'accordo è stata decisa una tassa di 145€/g per il combustibile nucleare usato per un periodo di 6 anni, ottenendo quindi 2.3 miliardi € all'anno (circa 1.6c€/kWh); il pagamento di un contributo per sovvenzionare le energie rinnovabili pari a 300 milioni nel 2011 e nel 2012 e di 200 milioni per il periodo 2013-16, ed una tassa di 0.9c€/kWh a seguire. Questo contributo però sarebbe diminuito (singolarmente per ogni impianto) se i costi di aggiornamento o manutenzione fossero costati oltre 500 milioni. Alla fine di ottobre queste misure sono state ratificate dal Bundestag, ratificato poi dal Bundesrat a novembre.

#### Conseguenze di Fukushima
Il 14 marzo 2011, pochi giorni dopo l'incidente di Fukushima, questa sospensione è stata accantonata per una revisione generale del programma energetico, è stata quindi decisa, oltre alla chiusura momentanea di tre mesi di tutti gli impianti antecedenti al 1980, per le verifiche degli impianti, anche la chiusura temporanea per tre mesi di altri 7 reattori. Il 30 maggio 2011 ha poi ha fissato al 2022 la data di chiusura delle ultime centrali nucleari tedesche. I reattori spenti per la moratoria sarebbero dovuti ripartire dopo 3 mesi, ma la loro chiusura è diventata definitiva. Dei 9 reattori in attività, 6 verranno fermati nel 2021, mentre gli ultimi tre, i più moderni, dureranno fino al 2022. Per sopperire alla mancanza di circa 150 TWh annui forniti dal nucleare, il governo tedesco punterà su rinnovabili, efficienza energetica, gas, carbone e l'ammodernamento della rete elettrica.
Ci sono state diverse prese di posizione in merito a questa decisione. Nobuo Tanaka, direttore esecutivo dell'Aie, si è detto preoccupato, perché sarebbero in gioco «la sostenibilità e la sicurezza dell'approvvigionamento energetico dell'intera Europa». Gli industriali lamentano una futura perdita di competitività per l'aumento dei costi energetici, mentre la sezione tedesca di Greenpeace ritiene che la data del 2022 sia troppo lontana e propongono invece il 2015 Diverse aziende elettriche non approvano la decisione; tra queste la E.ON, che ha annunciato che chiederà i danni allo Stato, per una cifra dell'ordine dei miliardi di euro. In un comunicato la società afferma di «rispettare la decisione del governo», ma «allo stesso tempo si aspetta un risarcimento per i danni finanziari che deriveranno da questa decisione: per salvaguardare gli interessi dei suoi azionisti». Verrà inoltre fatta un'azione legale sulla tassa sul combustibile, giudicata «illegittima» e «non in linea con il diritto costituzionale tedesco ed europeo».
La decisione di lasciare gli attuali 8 reattori spenti, e di chiudere gli altri entro il 2022, avrà la conseguenza di aumentare le importazioni dai paesi confinanti e la Russia prevede di aumentare notevolmente le sue esportazioni di gas naturale, soprattutto grazie all'apertura questo autunno del Nord Stream. Come conseguenza del piano di uscita anticipata dal nucleare, la bolletta dell'elettricità in Germania aumenterà nei prossimi 20 anni di 32 miliardi; questo è il risultato di uno studio commissionato dal ministero dell'Economia tedesco. Per gli autori i 32 miliardi di euro sono da considerare come un "valore minimo", che non tiene conto di altri costi causati, per esempio, dall'aumento accelerato della produzione di energia da fonti rinnovabili e dalla ristrutturazione della rete. Successive ricerche e rivalutazioni hanno prima portato a 250-300 miliardi di euro (dalla RWE) e successivamente a 1700 miliardi di euro, abbassabili a 1400 se con un uso del gas come vettore ponte (valutazioni compiute dalla Siemens) per uscire dal nucleare ed arrivare ad un uso massiccio di rinnovabili: il costo è dovuto all'ammodernamento delle linee di trasmissione e distribuzione dell'elettricità, costi per la gestione e la manutenzione degli impianti, investimenti nella ricerca per sviluppare tecnologie di immagazzinamento dell'elettricità e le tariffe che le società elettriche dovranno pagare ai produttori di energie rinnovabili.
Il 30 giugno il Bundestag, la Camera bassa tedesca, ha approvato il progetto di legge del governo per l'uscita dal nucleare entro il 2022.
A maggio 2012 sono stati stilati i primi piani per la sicurezza energetica degli approvvigionamenti che comprendono sia la costruzione di nuovi impianti che il potenziamento della trasmissione. Considerando solo gli impianti oltre i 200 MW di potenza, è prevista la connessione di 69 centrali entro il 2020 per un totale di 42.000 MW di potenza ripartiti fra eolico (23 impianti per circa 7500 MW), gas (29 impianti per circa 11.200 MW), carbone (17 impianti per circa 17.500 MW) e bacini idroelettrici a pompaggio (9 impianti per circa 5.000 MW). Inerente alla trasmissione è previsto il potenziamento dell'interconnessione nord-sud tramite la costruzione di nuovi elettrodotti per trasportare l'energia eolica dal nord al sud.
A seguito della chiusura delle sue centrali, le società elettriche E.ON, RWE e Vattenfall hanno fatto causa al governo tedesco sia per la tassa sul combustibile sia per la chiusura degli impianti. Con svariati pareri, le varie corti interessate ai giudizi hanno espresso sia dubbi sulla costituzionalità della tassa sul combustibile, che giudicato illegale la chiusura delle centrali, stabilendo che le società elettriche dovranno essere risarcite per i danni economici causati ad esse. Solo la EnBW non ha intentato cause sia per una che per l'altra questione, essendo al 45% di proprietà del lander del Baden-Württemberg, guidato da Alleanza 90/I Verdi.
Il 15 aprile 2023 governo ha completato la chiusura delle ultime tre centrali nucleari tedesche: Isar 2, Neckarwestheim e Emsland.

## Ciclo del combustibile
Il paese possiede un ciclo del combustibile completo, ad eccezione del riprocessamento che è effettuato all'estero.

### Arricchimento
La domanda annuale di capacità di arricchimento è di circa 2.2 milioni SWU, la maggior parte del quale è fornito dall'impianto Urenco di Gronau, che ha una capacità attuale di 1.8 milioni SWU, che verrà aumentata a 4.5 milioni SWU a seguito dell'espansione approvata nel 2005. La gran parte dei sottoprodotti di lavorazione è spedita all'impianto russo di Novouralsk per essere riarricchiti, questo accordo però è stato concluso nel corso del 2010.

### Produzione del combustibile
Presso Lingen è presente un impianto per la fabbricazione del combustibile nucleare, 13 reattori sono autorizzati a usare combustibile MOX, l'impianto di fabbricazione di Hanau in Assia non ha mai avuto le autorizzazione di funzionamento, quindi tutto il MOX è importato dall'estero.

### Riprocessamento
Fino al 1994 le compagnie elettriche sono state obbligate a riprocessare il proprio combustibile nucleare per sfruttare il potenziale energetico ancora presente nel combustibile. Dal 1994 al 1998 il riprocessamento fu accettato dal governo, mentre dal 1998 al 2009 l'indirizzo di governo è stata quella del deposito geologico diretto, consentendo però il proseguimento dei contratti già siglati precedentemente.

### Deconversione
Nel corso del 2008 e del 2009 la Urenco ha spedito 518t di scarti di lavorazione presso l'impianto AREVA di Pierrelatte per la deconversione. Fino alla fine del 2009, 1700 t di UF6 sono stati riconvertiti in U3O8.

## Reattori di ricerca
Dal 1956 sono stati istituiti nella Germania occidentale una serie di centri di ricerca nucleare: la maggior parte di questi, così come gli istituti universitari, sono stati dotati di reattori di ricerca. La maggior parte di questi reattori sono ormai chiusi ed i centri hanno cambiato i loro ruoli.
In Germania orientale un istituto di ricerca fu inaugurato nel 1956 ed il suo reattore di ricerca ha iniziato il funzionamento l'anno successivo.

## Gestione dei rifiuti e depositi geologici
Nel 1963 il governo federale ha emesso una raccomandazione per l'utilizzo di formazioni di salgemma per lo smaltimento dei rifiuti radioattivi. Nel 1973 iniziò la pianificazione di un deposito nazionale, e nel 1976 la legge per l'energia atomica è stata modificata per rendere questo processo una responsabilità del governo centrale. Le varie compagnie elettriche sono responsabili per lo stoccaggio provvisorio del combustibile nucleare esausto, e hanno costituito delle società miste per costruire e gestire i depositi superficiali di Ahaus e Gorleben, la politica attuale è per lo stoccaggio provvisorio in siti reattore. Il governo federale attraverso l'Ufficio federale per la protezione dalle radiazioni (BFS) è responsabile della costruzione e la gestione depositi finali per scorie altamente radioattive, ma i progressi di questi progetti sono ostacolati dai governi dei Länder. DBE è la società in realtà realizzano e gestiscono la repository di progetti - Konrad e Gorleben, mentre Morsleben è in fase di smantellamento.
Altre proposte oltre al sito di Gorleben per il deposito per i rifiuti di alto livello sono siti di argilla opalina, presente in numerosi luoghi in Germania. Nel luglio 2009 sono stati varati i nuovi criteri per il deposito, in sostituzione delle norme del 1983, questi stabiliscono che si può procedere alla scelta del sito sulla base della dimostrazione scientifica della stabilità geologica del sito per un milione di anni; inoltre tutti i rifiuti devono poter essere recuperati durante tutto il periodo in cui il deposito è operativo. Dalla Francia sono poi previsti il ritorno dei rifiuti derivanti dal riprocessamento del combustibile nucleare.
Un impianto pilota per il riprocessamento del combustibile nucleare è stato in funzione dal 1971 al 1991 presso Karlsruhe, i rifiuti, conservati prima in forma liquida, saranno vetrificati solo nel periodo 2009-12 a causa di ritardi politici, e saranno poi conservati presso Greifswald in attesa della locazione finale. I rifiuti di bassa e media attività prodotti in questo sito sono stati trasferiti ad Asse, di cui ne costituiscono la metà circa del totale.
La struttura Ahaus è utilizzata per lo stoccaggio di rifiuti di medio livello e del combustibile dei reattori di ricerca. Nel 2010 la BfS ha poi approvato spedizione di 951 elementi di combustibile utilizzato dal reattore di Rheinsberg in 18 contenitori sigillati a Mayak in Russia per il ritrattamento, sulla base del Programma russo per il ritorno del combustibile spento.
Il deposito di Morsleben nella Germania orientale, una cupola di sale per rifiuti a bassa e media attività, è stato autorizzato nel 1981, ha ricevuto nuovamente la licenza dopo la riunificazione tedesca, ed è stato chiuso nel 1998. È in cattive condizioni ed è stato stabilizzato con calcestruzzo ad un costo riferito da 2,2 miliardi di euro.

### Deposito geologico di Asse

Disegni tecnici della struttura

Il deposito di Asse (nel distretto di Wolfenbüttel, in Bassa Sassonia) fu ricavato in una miniera di potassa (sale di potassio) aperta agli inizi del 1900 e dismessa nel 1964. A partire dal 1965 il Ministero della Ricerca Scientifica e Tecnologica tedesco cominciò gli studi relativi all'uso della miniera per il deposito di scorie nucleari; nel 1967 cominciarono i depositi di prova ed infine dal 1967 iniziò il deposito definitivo di scorie della Repubblica Federale di Germania. Fino al 1978 furono stoccati circa 124.700 fusti contenenti scorie radioattive a bassa attività e circa 1.300 fusti contenenti rifiuti a media attività, a profondità comprese fra 500 e 750 metri sotto terra (si tratta di uno dei depositi più profondi al mondo). La radioattività totale stoccata ad Asse ammonta a circa 2,7 milioni di gigabecquerel.
Ad Asse si è avuto nel corso degli anni un aumento delle infiltrazioni e anche dei significativi movimenti geologici: nel corso del tempo sono state rilevate 61 infiltrazioni, ed attualmente esse sono pari a circa 12000 litri al giorno. Gli studi preliminari effettuati negli anni sessanta viceversa consideravano Asse una locazione adatta per lo stoccaggio di scorie nucleari.
Quali infiltrazioni di acqua, miscelandosi col sale, hanno compromesso la tenuta di alcuni contenitori contenenti scorie di riprocessamento quali cesio 137, uranio 233 e 235 nonché plutonio 239: queste perdite di sostanze radioattive sono state rilevate per la prima volta nel 1988.
Secondo uno studio pubblicato nel 2008 dal Ministero dell'Ambiente regionale, le suddette infiltrazioni sarebbero "prive di significato per la sicurezza operativa del deposito", in ogni caso si stanno studiando vari metodi per la stabilizzazione delle rocce che formano il deposito al fine di eliminare le perdite. Nel gennaio 2010 l'ufficio federale BfS, incaricato della gestione del sito, ha deciso lo sgombero dei circa 126000 bidoni di scorie radioattive dal sito, respingendo l'opzione di riempire tutto di calcestruzzo per formare una matrice stabile. I rifiuti saranno trasferiti al deposito geologico di Konrad.

### Deposito geologico di Gorleben

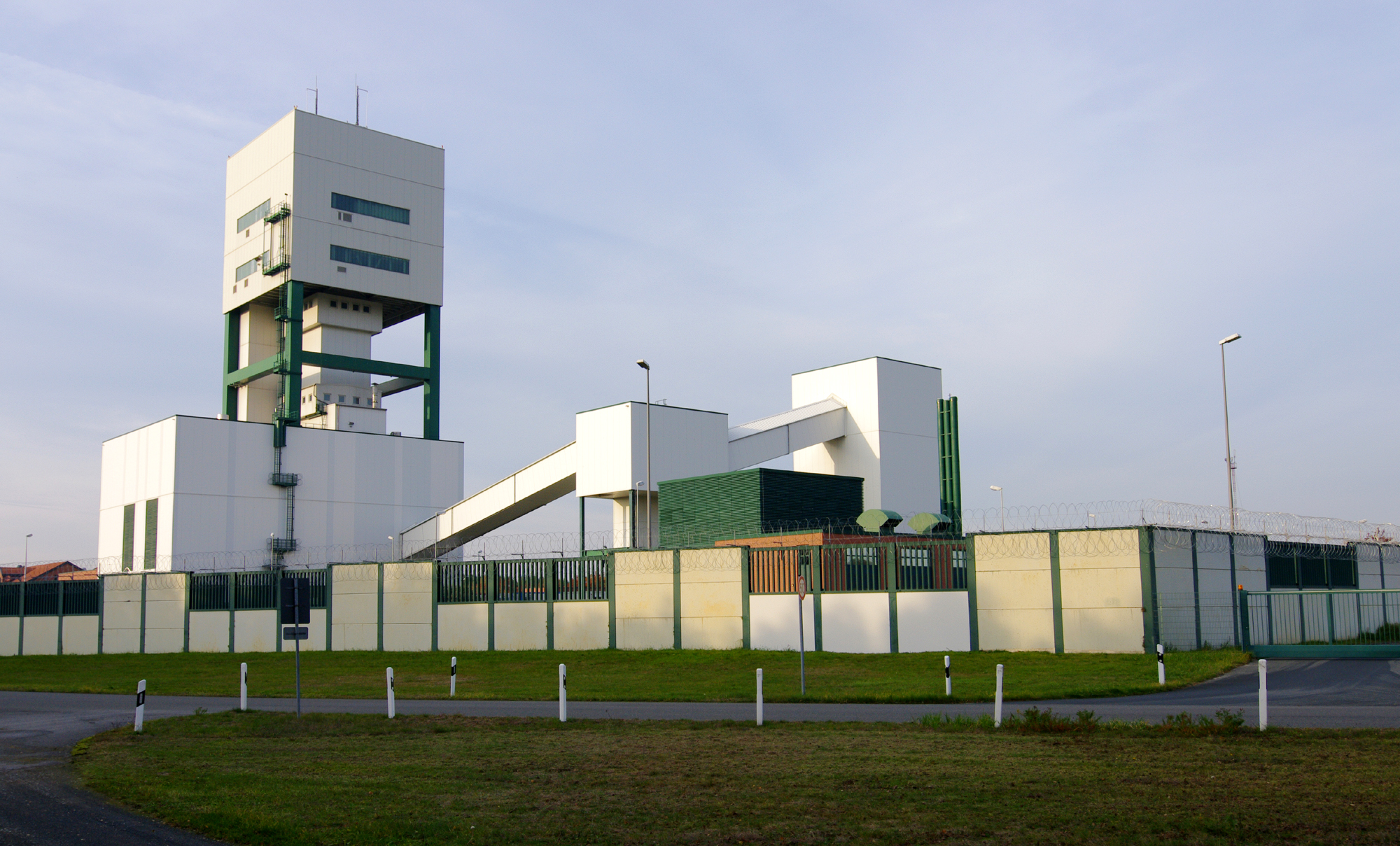
Le parti superficiali della miniera

A seguito di un processo di selezione del sito, il governo dello Stato della Bassa Sassonia nel 1977 ha dichiarato la cupola di sale a Gorleben come sede di un centro nazionale per lo smaltimento dei rifiuti radioattivi. Ora è considerato un possibile sito per lo smaltimento geologico dei rifiuti di alto livello, questi saranno circa il 5% dei rifiuti totali ma con il 99% della radioattività totale; è attualmente in funzione un progetto pilota per le varie valutazioni. Il sito potrebbe essere disponibile per la raccolta dei rifiuti a partire dal 2025, con una decisione finale in merito da prendere entro il 2019. Nel periodo fra il 1979 ed il 2000 sono stati spesi circa 1.5 miliardi di euro per le ricerche sul sito. Il lavoro poi si fermò a causa di una decisione politica, ma il nuovo governo nel 2009 ha approvato la ripresa dello scavo.
Nell'ottobre 2009 il Ministro dell'Ambiente tedesco Sigmar Gabriel ha confermato l'esistenza di un telegramma che dimostra come negli anni ottanta il governo del cancelliere Helmut Kohl fece pressioni per "correggere" un rapporto tecnico-scientifico al fine di far apparire minimi i rischi dello stoccaggio di scorie nucleari nella miniera di sale di Gorleben, anch'essa in Bassa Sassonia come quella di Asse. Questo scandalo ha messo in cattiva luce l'attuale cancelliera Angela Merkel che fu Ministro dell'Ambiente del governo Kohl.

### Deposito geologico di Konrad

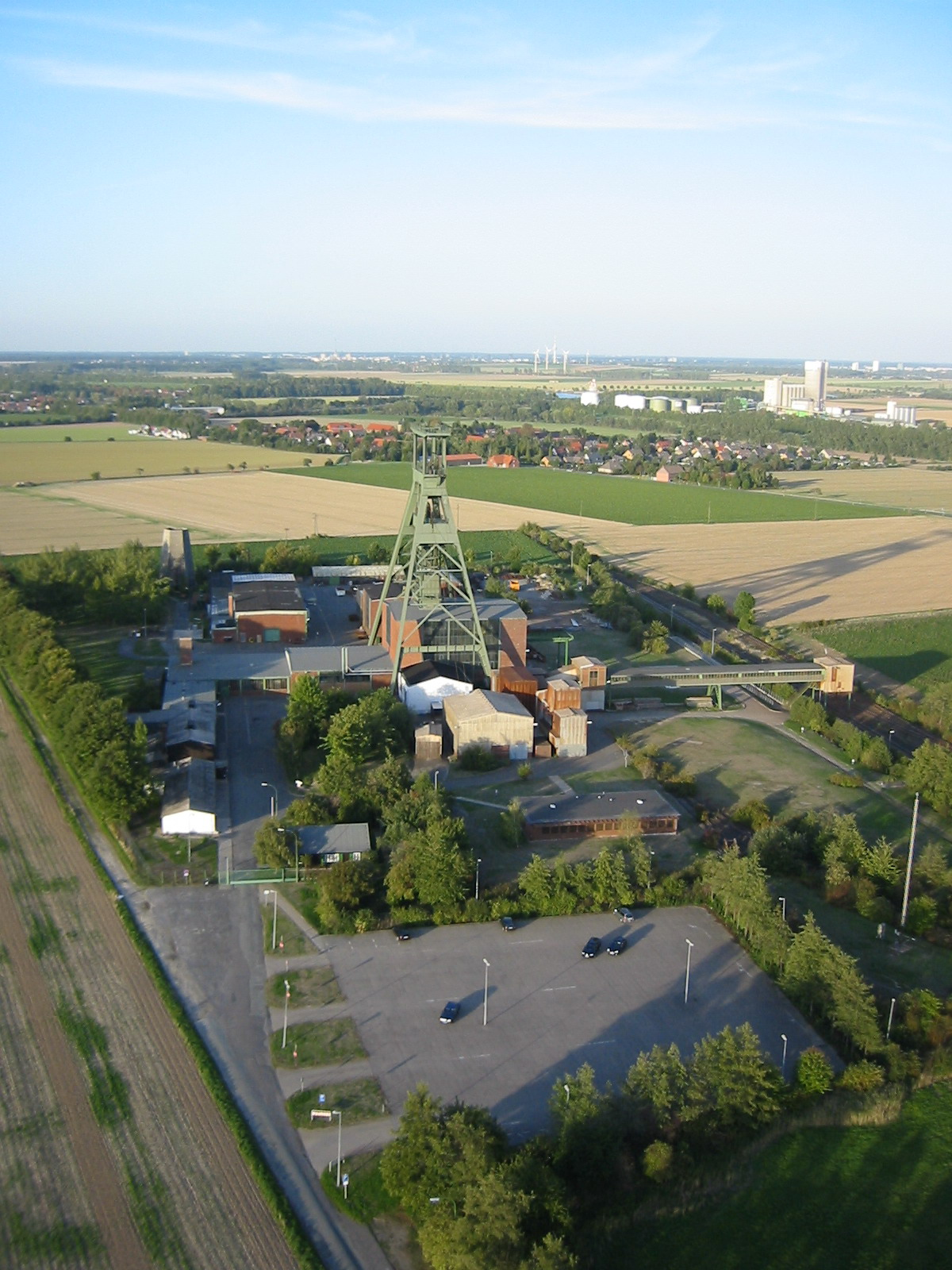
La torre del montacarichi della miniera

Il sito di Konrad (una ex miniera di ferro) è stato sviluppato come un deposito geologico a partire dal 1975, ed è stato autorizzato nel 2002 per rifiuti di medio e basso livello, progetto sospeso da dispute legali. Una licenza edilizia è stata concessa nel gennaio 2008. Konrad inizialmente prevedeva di accogliere circa 300.000 m³ di rifiuti (il 95% del volume dei rifiuti del paese, con l'1% della radioattività), i piani finali prevedono che accoglierà 650.000 m³ di rifiuti ed essere operativo dal 2014.

## Produzione di uranio
La Germania è un piccolo produttore di uranio, ultimamente con una decina di tonnellate prodotte ogni anno, soprattutto dalla chiusura delle vecchie miniere; la sua produzione storica al 2006 è di 219.473 t (considerando anche quello prodotto dalla Germania Est), che la pongono come terzo produttore per importanza mondiale. Possiede risorse uranifere, pari a 7.000 t a <130$/kg nel "Red Book" del 2007

## Centrali nucleari
Tutti i dati della tabella sono aggiornati a dicembre 2019
| Reattori operativi |                    |         |                    |                         |                        |                        |
| Centrale | Potenza netta (MW) | Tipo    | Inizio costruzione | Allacciamento alla rete | Produzione commerciale | Dismissione (prevista) |
| Brokdorf | 1410               | PWR     | 1º gennaio 1976    | 14 ottobre 1986         | 22 dicembre 1986       | 2021                   |
| Emsland | 1335               | Konvoi  | 10 agosto 1982     | 19 aprile 1988          | 20 giugno 1988         | 2022                   |
| Grohnde | 1360               | PWR     | 1º giugno 1976     | 5 settembre 1984        | 1º febbraio 1985       | 2021                   |
| Gundremmingen (Reattore C) | 1288               | BWR     | 20 luglio 1976     | 2 novembre 1984         | 18 gennaio 1985        | 2021                   |
| Isar (Reattore 2) | 1410               | Konvoi  | 15 settembre 1982  | 22 gennaio 1988         | 9 aprile 1988          | 2022                   |
| Neckarwestheim (Reattore 2) | 1310               | Konvoi  | 15 settembre 1982  | 15 settembre 1982       | 9 aprile 1988          | 2022                   |
| Totale: 6 reattori per complessivi 8.113 MW |                    |         |                    |                         |                        |                        |
| Reattori dismessi |                    |         |                    |                         |                        |                        |
| Centrale | Potenza netta (MW) | Tipo    | Inizio costruzione | Allacciamento alla rete | Produzione commerciale | Dismissione            |
| AVR Juelich | 13                 | HTGR    | 1º agosto 1961     | 17 dicembre 1967        | 19 maggio 1969         | 31 dicembre 1988       |
| Biblis (Reattore A) | 1167               | PWR     | 1º gennaio 1970    | 25 agosto 1974          | 26 febbraio 1975       | 6 agosto 2011          |
| Biblis (Reattore B) | 1240               | PWR     | 1º febbraio 1972   | 25 aprile 1976          | 31 gennaio 1977        | 6 agosto 2011          |
| Brunsbüttel | 771                | BWR     | 15 aprile 1970     | 13 luglio 1976          | 9 febbraio 1977        | 6 agosto 2011          |
| Grafenrheinfeld | 1275               | PWR     | 1º gennaio 1975    | 30 dicembre 1981        | 17 giugno 1982         | 27 giugno 2015         |
| Gundremmingen (Reattore B) | 1284               | BWR     | 20 luglio 1976     | 16 marzo 1984           | 19 luglio 1984         | 31 dicembre 2017       |
| Isar (Reattore 1) | 878                | BWR     | 1º maggio 1972     | 3 dicembre 1977         | 21 marzo 1979          | 6 agosto 2011          |
| KNK | 17                 | FBR     | 1º settembre 1974  | 9 aprile 1978           | 3 marzo 1979           | 23 agosto 1991         |
| Krümmel | 1410               | BWR     | 5 aprile 1974      | 28 settembre 1983       | 28 marzo 1984          | 6 agosto 2011          |
| Lingen | 183                | BWR     | 1º ottobre 1964    | 1º luglio 1968          | 1º ottobre 1968        | 5 gennaio 1977         |
| Mülheim-Kärlich | 1219               | BWR     | 15 gennaio 1975    | 14 marzo 1986           | 18 agosto 1987         | 9 settembre 1988       |
| MZFR Karlsruhe | 52                 | PHWR    | 1º dicembre 1961   | 9 marzo 1966            | 19 dicembre 1966       | 3 maggio 1984          |
| Neckarwestheim (Reattore 1) | 785                | PWR     | 1º febbraio 1972   | 3 giugno 1976           | 1º dicembre 1976       | 6 agosto 2011          |
| Obrigheim | 340                | PWR     | 15 marzo 1965      | 29 ottobre 1968         | 31 marzo 1969          | 11 maggio 2005         |
| Philippsburg (Reattore 1) | 1410               | BWR     | 1º ottobre 1970    | 5 maggio 1979           | 26 marzo 1980          | 6 agosto 2011          |
| Philippsburg (Reattore 2) | 1402               | PWR     | 7 luglio 1977      | 17 dicembre 1984        | 18 aprile 1985         | 30 dicembre 2019       |
| Stade | 640                | BWR     | 1º dicembre 1967   | 29 gennaio 1972         | 19 maggio 1972         | 14 novembre 2003       |
| THTR-300 | 296                | HTGR    | 3 maggio 1971      | 16 novembre 1985        | 1º giugno 1987         | 29 settembre 1988      |
| Unterweser | 1345               | PWR     | 1º luglio 1972     | 29 settembre 1978       | 6 settembre 1979       | 6 agosto 2011          |
| Reattori smantellati |                    |         |                    |                         |                        |                        |
| Greifswald (Reattore 1) | 408                | VVER440 | 1º marzo 1970      | 17 dicembre 1973        | 12 luglio 1974         | 14 febbraio 1990       |
| Greifswald (Reattore 2) | 408                | VVER440 | 1º marzo 1970      | 23 dicembre 1974        | 16 aprile 1975         | 14 febbraio 1990       |
| Greifswald (Reattore 3) | 408                | VVER440 | 1º aprile 1972     | 24 ottobre 1977         | 1º maggio 1978         | 28 febbraio 1990       |
| Greifswald (Reattore 4) | 408                | VVER440 | 1º aprile 1972     | 3 settembre 1979        | 1º novembre 1979       | 22 luglio 1990         |
| Greifswald (Reattore 5) | 408                | VVER440 | 1º dicembre 1976   | 24 aprile 1989          | 1º novembre 1989       | 24 novembre 1989       |
| Grosswelzheim | 25                 | BWR     | 1º gennaio 1965    | 14 ottobre 1969         | 2 agosto 1970          | 20 aprile 1971         |
| Gundremmingen (Reattore A) | 237                | BWR     | 12 dicembre 1962   | 1º dicembre 1966        | 12 aprile 1967         | 13 gennaio 1977        |
| Kahl | 296                | BWR     | 1º luglio 1958     | 17 giugno 1961          | 1º febbraio 1962       | 1º febbraio 1962       |
| Neideraichbach | 100                | HWGCR   | 1º giugno 1966     | 1º gennaio 1973         | 1º gennaio 1973        | 31 luglio 1974         |
| Rheinsberg | 62                 | VVER70  | 1º gennaio 1960    | 6 maggio 1966           | 11 ottobre 1966        | 1º giugno 1990         |
| Wuergassen | 640                | BWR     | 26 gennaio 1968    | 18 dicembre 1971        | 11 novembre 1975       | 26 agosto 1994         |
| Totale dismessi + smantellati: 30 reattori per complessivi 17.725 MW |                    |         |                    |                         |                        |                        |
| NOTE: - La normativa in vigore non prevede la possibilità di sostituzione e/o aumento del parco reattori al termine del ciclo vitale degli impianti ancora in funzione. |                    |         |                    |                         |                        |                        |